# Voetbalelftal van de Duitse Democratische Republiek in 1987
Het Voetbalelftal van de Duitse Democratische Republiek speelde in totaal tien officiële interlands in het jaar 1987, waaronder vijf duels in de kwalificatiereeks voor de EK-eindronde in buurland West-Duitsland (1988). De nationale selectie stond onder leiding van bondscoach Bernd Stange. Slechts één speler kwam in alle tien duels in actie: aanvaller Andreas Thom van BFC Dynamo Berlin.

## Balans
| Wedstrijden | Wedstrijden | Wedstrijden | Wedstrijden | Doelpunten | Doelpunten | Doelpunten | Punten |
| Gespeeld    | Winst       | Gelijk      | Verlies     | Voor       | Tegen      | Saldo      | Punten |
| ----------- | ----------- | ----------- | ----------- | ---------- | ---------- | ---------- | ------ |
| 10          | 5           | 2           | 3           | 16         | 9          | +7         | 1.200  |

## Interlands
|                                                     |                                                   |       |                                |                                                                                       |
| 25 maart Vriendschappelijk № 248 «onderlinge duels» | Turkije                                           | 3 – 1 | Duitse Democratische Republiek | BJK Inönü Stadion, Istanboel Toeschouwers: 5.000 Scheidsrechter: George Ionescu (ROM) |
| 25 maart Vriendschappelijk № 248 «onderlinge duels» | Erdal Keser 45' Kayhan Kaynak 47' Tanju Çolak 76' |       | 29' Ralf Minge                 | BJK Inönü Stadion, Istanboel Toeschouwers: 5.000 Scheidsrechter: George Ionescu (ROM) |

|                                                   |                                        |       |                                |                                                                                    |
| 29 april EK-kwalificatie № 249 «onderlinge duels» | Sovjet-Unie                            | 2 – 0 | Duitse Democratische Republiek | Republic Stadium, Kiev Toeschouwers: 76.400 Scheidsrechter: Erik Fredriksson (SWE) |
| 29 april EK-kwalificatie № 249 «onderlinge duels» | Aleksandr Zavarov 41' Igor Belanov 49' |       |                                | Republic Stadium, Kiev Toeschouwers: 76.400 Scheidsrechter: Erik Fredriksson (SWE) |

|                                                   |                                         |       |                   |                                                                                     |
| 13 mei Vriendschappelijk № 250 «onderlinge duels» | Duitse Democratische Republiek          | 2 – 0 | Tsjecho-Slowakije | Stahl-Stadion, Brandenburg Toeschouwers: 3.000 Scheidsrechter: Valery Butenko (URS) |
| 13 mei Vriendschappelijk № 250 «onderlinge duels» | Jürgen Raab 42' Rainer Ernst 64' (pen.) |       |                   | Stahl-Stadion, Brandenburg Toeschouwers: 3.000 Scheidsrechter: Valery Butenko (URS) |

|                                                 |         | |                                |                                                                                             |
| 3 juni EK-kwalificatie № 251 «onderlinge duels» | IJsland | 0 – 6                                                                                                   | Duitse Democratische Republiek | Laugardalsvöllur, Reykjavík Toeschouwers: 8.800 Scheidsrechter: Henning Lund-Sørensen (DEN) |
| 3 juni EK-kwalificatie № 251 «onderlinge duels» |         | 15' Ralf Minge 38' Andreas Thom 49' Thomas Doll 69' Andreas Thom 85' Matthias Döschner 88' Andreas Thom |                                | Laugardalsvöllur, Reykjavík Toeschouwers: 8.800 Scheidsrechter: Henning Lund-Sørensen (DEN) |

|                                                    |                                |       |           |                                                                                 |
| 28 juli Vriendschappelijk № 252 «onderlinge duels» | Duitse Democratische Republiek | 0 – 0 | Hongarije | Zentralstadion, Leipzig Toeschouwers: 71.000 Scheidsrechter: Jan Damgaard (DEN) |
| 28 juli Vriendschappelijk № 252 «onderlinge duels» |                                |       |           | Zentralstadion, Leipzig Toeschouwers: 71.000 Scheidsrechter: Jan Damgaard (DEN) |

|                                                        |                                    |       |                                |                                                                                          |
| 19 augustus Vriendschappelijk № 253 «onderlinge duels» | Polen                              | 2 – 0 | Duitse Democratische Republiek | Stadion Zagłębia Lubin, Lubin Toeschouwers: 30.000 Scheidsrechter: Ivan Timoshenko (URS) |
| 19 augustus Vriendschappelijk № 253 «onderlinge duels» | Paweł Król 21' Waldemar Prusik 62' |       |                                | Stadion Zagłębia Lubin, Lubin Toeschouwers: 30.000 Scheidsrechter: Ivan Timoshenko (URS) |

|                                                         |                                 |       |         |                                                                                      |
| 23 september Vriendschappelijk № 254 «onderlinge duels» | Duitse Democratische Republiek  | 2 – 0 | Tunesië | Stadion der Freundschaft, Gera Toeschouwers: 7.500 Scheidsrechter: Rolf Haugen (NOR) |
| 23 september Vriendschappelijk № 254 «onderlinge duels» | Thomas Doll 52' Ulf Kirsten 53' |       |         | Stadion der Freundschaft, Gera Toeschouwers: 7.500 Scheidsrechter: Rolf Haugen (NOR) |

|                                                     |                                |       |                      | |
| 10 oktober EK-kwalificatie № 256 «onderlinge duels» | Duitse Democratische Republiek | 1 – 1 | Sovjet-Unie          | Friedrich-Ludwig-Jahn-Sportpark, Oost-Berlijn Toeschouwers: 19.800 Scheidsrechter: Dušan Krchnak (TCH) |
| 10 oktober EK-kwalificatie № 256 «onderlinge duels» | Ulf Kirsten 44'                |       | 80' Sergej Alejnikov | Friedrich-Ludwig-Jahn-Sportpark, Oost-Berlijn Toeschouwers: 19.800 Scheidsrechter: Dušan Krchnak (TCH) |

|                                                     |                                                  |       |                            |                                                                                            |
| 28 oktober EK-kwalificatie № 256 «onderlinge duels» | Duitse Democratische Republiek                   | 3 – 1 | Noorwegen                  | Ernst-Grube-Stadion, Maagdenburg Toeschouwers: 7.500 Scheidsrechter: Friedrich Kaupe (AUT) |
| 28 oktober EK-kwalificatie № 256 «onderlinge duels» | Ulf Kirsten 14' Andreas Thom 34' Ulf Kirsten 54' |       | 32' Jan Kristian Fjærestad | Ernst-Grube-Stadion, Maagdenburg Toeschouwers: 7.500 Scheidsrechter: Friedrich Kaupe (AUT) |

|                                                      |           |                  |                                |                                                                                    |
| 18 november EK-kwalificatie № 257 «onderlinge duels» | Frankrijk | 0 – 1            | Duitse Democratische Republiek | Parc des Princes, Parijs Toeschouwers: 16.581 Scheidsrechter: Carlos Valente (POR) |
| 18 november EK-kwalificatie № 257 «onderlinge duels» |           | 90' Rainer Ernst |                                | Parc des Princes, Parijs Toeschouwers: 16.581 Scheidsrechter: Carlos Valente (POR) |

## Statistieken
| René Müller       | 1959-02-11 | Lokomotive Leipzig | 9  | 0 | 0 | 39 | 0 |
| Jörg Weißflog     | 1956-10-12 | Wismut Aue         | 1  | 1 | 0 | 9  | 0 |
| Bodo Rudwaleit    | 1957-08-03 | BFC Dynamo Berlin  | 0  | 1 | 0 | 30 | 0 |
| Verdediging       |            |                    |    |   |   |    |   |
| Matthias Döschner | 1958-01-12 | Dynamo Dresden     | 9  | 0 | 1 |    |   |
| Ronald Kreer      | 1959-11-10 | Lokomotive Leipzig | 9  | 0 | 0 | 50 | 2 |
| Frank Rohde       | 1960-03-02 | BFC Dynamo Berlin  | 7  | 0 | 0 |    |   |
| Uwe Zötzsche      | 1960-09-15 | Lokomotive Leipzig | 5  | 0 | 0 | 35 | 3 |
| Detlef Schößler   | 1963-10-03 | 1. FC Magdeburg    | 4  | 1 | 0 |    |   |
| Hans-Uwe Pilz     | 1958-11-10 | Dynamo Dresden     | 4  | 0 | 0 | 29 | 0 |
| Dirk Stahmann     | 1958-03-23 | 1. FC Magdeburg    | 3  | 1 | 0 | 33 | 1 |
| Matthias Lindner  | 1965-10-05 | Lokomotive Leipzig | 3  | 0 | 0 |    |   |
| Burkhard Reich    | 1964-12-01 | BFC Dynamo Berlin  | 1  | 0 | 0 |    |   |
| Carsten Sänger    | 1962-11-08 | Rot-Weiß Erfurt    | 0  | 1 | 0 | 16 | 0 |
| Middenveld        |            |                    |    |   |   |    |   |
| Rainer Ernst      | 1961-12-31 | BFC Dynamo Berlin  | 7  | 1 | 2 |    |   |
| Ralf Minge        | 1960-10-08 | Dynamo Dresden     | 6  | 1 | 2 |    |   |
| Matthias Liebers  | 1958-11-22 | Lokomotive Leipzig | 5  | 1 | 0 |    |   |
| Thomas Doll       | 1966-04-09 | BFC Dynamo Berlin  | 4  | 2 | 2 | 9  | 2 |
| Jörg Stübner      | 1965-07-23 | Dynamo Dresden     | 4  | 2 | 0 |    |   |
| Rico Steinmann    | 1967-12-26 | FC Karl-Marx-Stadt | 3  | 0 | 0 | 4  | 0 |
| Heiko Scholz      | 1966-01-07 | Lokomotive Leipzig | 1  | 2 | 0 | 3  | 0 |
| Waldemar Ksienzyk | 1963-11-10 | BFC Dynamo Berlin  | 1  | 0 | 0 | 1  | 0 |
| Aanval            |            |                    |    |   |   |    |   |
| Andreas Thom      | 1965-09-07 | BFC Dynamo Berlin  | 10 | 0 | 4 | 34 | 9 |
| Ulf Kirsten       | 1965-12-04 | Dynamo Dresden     | 7  | 2 | 4 | 25 | 7 |
| Jürgen Raab       | 1958-12-20 | FC Carl Zeiss Jena | 7  | 0 | 1 |    |   |
| Olaf Marschall    | 1966-03-19 | Lokomotive Leipzig | 0  | 1 | 0 |    |   |
| Frank Pastor      | 1957-12-07 | BFC Dynamo Berlin  | 0  | 1 | 0 |    |   |
| Hans Richter      | 1959-09-14 | FC Karl-Marx-Stadt | 0  | 1 | 0 | 15 | 4 |
| Markus Wuckel     | 1967-04-05 | 1. FC Magdeburg    | 0  | 1 | 0 | 1  | 0 |